# Microrregión de Prudentópolis
La microrregión de Prudentópolis es una de las microrregiones del estado brasileño del Paraná perteneciente a la mesorregión Sudeste Paranaense. Su población fue estimada en 2009 por el IBGE en 132.018 habitantes y está dividida en siete municipios. Posee un área total de 6.168,287 km².

## Municipios
- Fernandes Pinheiro
- Guamiranga
- Imbituva
- Ipiranga
- Ivaí
- Prudentópolis
- Teixeira Soares

- Datos: Q2667230